# Mansfield (Louisiana)
Mansfield è una città degli Stati Uniti d'America, capoluogo della Parrocchia di De Soto, nello Stato della Louisiana.
Si estende su una superficie di 9,6 km² e nel 2010 contava 5.001 abitanti (520,9 per km²), oltre tre quarti dei quali afroamericani.

## Storia
La battaglia di Mansfield, parte della più ampia campagna del Red River e che terminò con la vittoria degli Stati Confederati d'America, venne combattuta qui l'8 aprile 1864.
Nel 2007 diverse scene del film The Great Debaters - Il potere della parola, benché ambientate nello Stato del Texas, vennero girate a Mansfield.